# 成田達志
成田 達志（なりた たつし、本名・成田 達士、1964年（昭和39年）3月2日 - ）は、囃子小鼓方幸流の能楽師。重要無形文化財保持者（総合認定）。
兵庫県神戸市出身。父は文化人類学者で、フランス国籍を取得して在仏である。曽和博朗（能楽師・小鼓方幸流・人間国宝）および曽和正博（能楽師・小鼓方幸流）に師事。1988年より清水晧祐（小鼓方大倉流）・山本哲也（大鼓方大倉流）・守家由訓（大鼓方観世流）・中田弘美（太鼓方金春流）ら、大阪の能楽師囃子方の同世代と共に能楽グループ『響』を結成（～2002年）。2002年より山本哲也とともに、能楽ユニット「TTR能プロジェクト」を結成し、能楽堂にとらわれないライブ能など意欲的な舞台を作る。TTRは達志のT、哲也のT、RevolutionのRから名づけられたという。2016年、芸術選奨新人賞受賞。
弟の谷口正壽（本名・成田有辞）も大鼓方石井流の能楽師である。